# Cribrodyschirius drumonti
Cribrodyschirius drumonti – gatunek chrząszcza z rodziny biegaczowatych i podrodziny Scaritinae.
Gatunek ten został opisany w 2013 roku przez Petra Bulirscha. W obrębie rodzaju Cribrodyschirius należy do grupy gatunków C. puncticollis i podgrupy gatunków C. jeanneli-subgroup.
Chrząszcz o ciele długości od 2,45 do 2,75 mm, ubarwiony rdzawoobrązowo z rdzawoczerwymi odnóżami i czułkami oraz ciemniejszymi, niemetalicznymi pokrywami. Żeberko między czołem a nadustkiem dłuższe niż u C. jeanneli. Boki przedplecza regularnie zaokrąglone, kanalik wzdłuż ich krawędzi wyraźnie i gęsto punktowany. Pokrywy jajowate. Międzyrzędy pokryw spłaszczone lub lekko wyniesione. Rzędy pokryw z delikatnym, słabnącym ku wierzchołkowi punktowaniem. Rzędy wierzchołkowe głębokie.
Gatunek afrotropikalny, znany z Gabonu, Konga, Demokratycznej Republiki Konga i Angoli.